# テトラヒドロピラニル基
2-テトラヒドロピラニル基 (2-tetrahydropyranyl group) とは、有機合成化学で用いられる保護基のひとつ。構造式上では THP と略される。テトラヒドロピランの2位から水素を1個除去した形の1価の置換基で、アルコールの保護に汎用される。

## 性質
アルコールをTHP保護して得られるテトラヒドロピラニルエーテルは、そのアセタール構造が酸と水により容易に分解される一方で、塩基や求核剤、還元剤に対しては比較的良好な耐久性を示す。
ただしテトラヒドロピラニルエーテルは不斉炭素を持つことから、キラルなアルコールを用いた場合には NMRスペクトル が複雑となったり、ジアステレオマーが生じる可能性がある。

## 保護・脱保護
アルコールをTHP保護するときは、一般に酸触媒とジヒドロピラン (DHP) を非水条件下で作用させる手法がとられる。酸を嫌う基質の場合は光延反応の中性条件が用いられる。
脱保護のときには逆に、水の共存下に酸を作用させる。水の代わりに大過剰のメタノールやエタノールを用いてもよい。